# Art sous l'iconoclasme
L'art sous l'iconoclasme prend des formes nouvelles. Si les figures saintes ne sont pas représentées, un art impérial important a cours, se manifestant dans l'orfèvrerie et les tissus. 

## Contexte historique

### Causes de la crise
Alors que l'Ancien Testament interdit le recours aux images (cf. la parabole du veau d'or), le christianisme, né dans un contexte romain, s'en dote très rapidement afin de mieux se développer. Le culte des images prend une place prépondérante aux VIIe et VIIIe siècles : des images dites acheiropoiètes ("non peintes de main d'homme") sont vénérées comme étant vraiment la divinité : on les gratte, pour récupérer la poudre de peinture, parfois mélangée au vin dans le calice, ou on les choisit comme parrain pour ses enfants, par exemple. Certaines icônes pleurent du sang, ou saignent comme celle du Christ à Beyrouth (d).
Dans le même temps, des difficultés politiques, avec les conquêtes Perses (prise de la vraie croix en 627), l'expansion rapide de l'Islam, la chute de Carthage mettent l'empire sur les dents. Le VIIe siècle connaît sept empereurs, signe d'une grande instabilité. En 717, un siège est même établi devant Constantinople.

### Le premier iconoclasme
Léon III, dit l'Isaurien, est issu d'un milieu humble et militaire. Profitant de l'anarchie politique, il s'installe au pouvoir et déclenche la crise, faisant détruire l’image du Christ située au-dessus de la porte du palais impérial, et exécutant les nobles et les religieux qui s’y opposent (726). En 730, l'interdiction des images religieuses est étendue à l’ensemble de l’empire, même si l’ordre sera diversement appliqué. Léon III parvient également à repousser les arabes et à consolider les frontières.
Son fils, Constantin V dit Copronyme (« au nom d'ordure »), poursuit la politique de son père en matière religieuse : en 756, le concile réuni au palais de Hiéreia décide non seulement de condamner à mort toute personne prise à vénérer, posséder ou fabriquer des icônes, et interdit la vénération des reliques. Des personnages éminents sont alors exécutés, comme le patriarche Germain et saint Étienne le jeune, chefs des iconodoules.

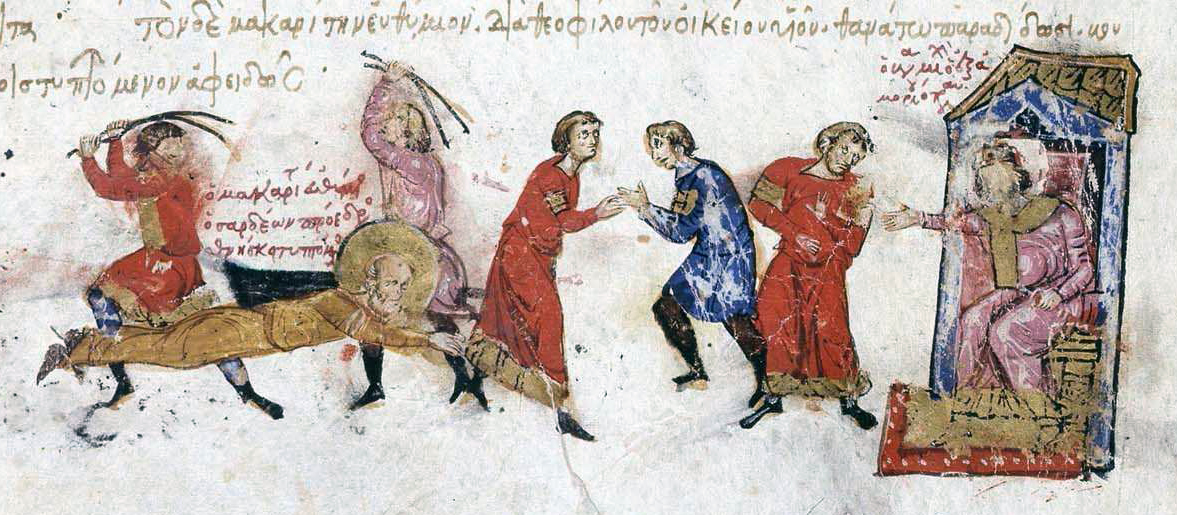
Martyre d'Euthyme de Sardes (754-831)

### Le second iconoclasme
Après une accalmie sous Léon IV et Constantin VI, due à l'influence de l'impératrice Irène, originaire d’Athènes (province iconodoule), la crise reprend sous Léon V l'Arménien et Théophile, mais reste limitée à la ville de Constantinople, où de violentes persécutions ont lieu entre 827 et 837 notamment.

## Art

### Architecture
L'architecture est un peu abandonnée durant la période iconoclaste. Le tremblement de terre de 740 pousse à reconstruire des églises comme celle de Sainte-Irène, dont l'unique décor est une grande croix dans l'abside. Quant à Sainte-Sophie de Thessalonique, malgré ses dimensions imposantes, elle reste assez lourde, avec des murs épais.
Les décors architecturaux ne comportent en général que des symboles chrétiens, comme la croix, ou des images profanes (animaux, végétation). Les églises de Cappadace, comme Sainte-Barbara, présentent un décor inspiré de l'iconoclasme, bien que plus tardif (XIe siècle : figures géométriques (tresses, chevrons), animaux, croix... peints en rouge sur un enduit blanc.
L'architecture civile est tout aussi abandonnée : Constantinople tombe en ruines, malgré les quelques réparations défensives qui sont entreprises, sur les remparts notamment. Certaines villes disparaissent totalement de la carte, tandis que d'autres se déplacent (Éphèse) ou se concentrent dans de petites citadelles.

### Objets de luxe
Alors que les icônes sont détruites, l'art impérial profane subsiste. Les thèmes impériaux comme la chasse (suaire de saint Austremoine) ou les jeux de l'hippodrome (suaire de Charlemagne) sont exaltés sur de magnifiques tissus. Une nette influence persane peut être notée dans le style : des médaillons tangents, décorés de rouelles comportant un décor le plus souvent symétrique et répété, organisent la surface de ces tapisseries. 
On connaît néanmoins quelques rares exemples d'iconographie sacrée, comme sur la soierie à l'annonciation conservée au Vatican, qui a pu être tissée dans un atelier provincial ou à Constantinople même sous Constantin V ou Léon IV. 
L'orfèvrerie, quoique quasiment complètement disparue de nos jours, est connue par les textes et semble particulièrement magnifique. Ainsi, Pépin le Bref se vit offrir des orgues hydrauliques en or massif par l'empereur d'orient. On cite l'emerveillement des visiteurs de la salle du trône de Théophile à la vue des automates (arbres aux feuillages bruissant et aux oiseaux gazouillant, lions en or qui rugissent et battent de la queue au pied du trône impérial réalisé dans le même métal). Un petit médaillon au griffon en émail cloisonné sur or (Louvre, D 926) témoigne aussi de la magnificence de cet art.

## La transition entre iconoclasme et dynastie macédonienne

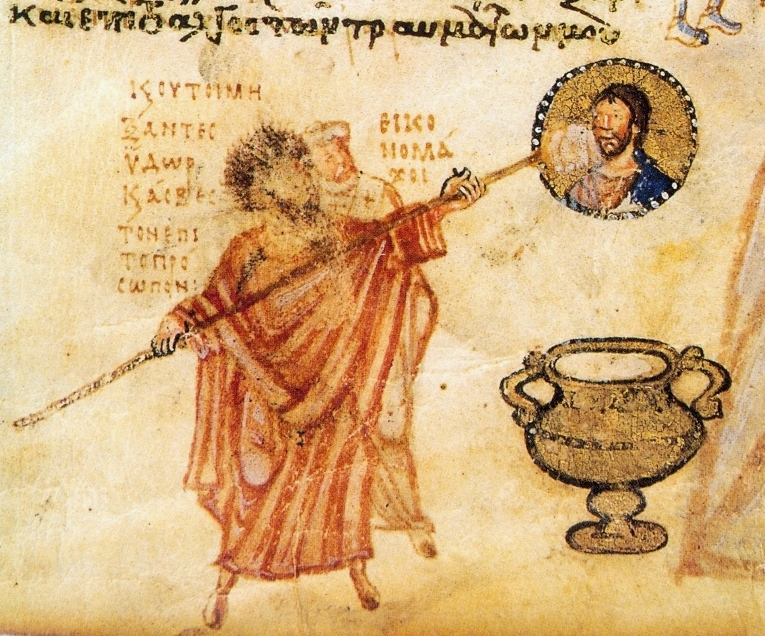
Psautier Chludov : Iconoclaste détruisant une image du Christ, f. 67v. (détail), seconde moitié du IXe siècle (Jean VII le Grammairien).

Le 11 mars 843, l'impératrice Théodora rétablit définitivement le culte des images et l’Orthodoxie. S’appuyant sur les théologiens qui affirment que le Christ est lui-même la première image de Dieu, la représentation est alors définie comme manifestation de la présence divine. Immédiatement, un foisonnement d'images est perceptible dans les livres et les icônes peintes sur bois. L'accent est porté sur les thèmes mettant en valeur l'image : ainsi, on trouve sur un volet de diptyque en bois peint la représentation du mandylion, le linge miraculeux qui aurait guéri le roi Abgar d'Edesse, lequel aurait recouvré la santé à la seule vue du linge. Il semblerait que l'empereur Romain Ier Lécapène se soit d'ailleurs fait représenter sous les traits du mandylion, ce qui illustre bien la part importante que prit le pouvoir impérial dans le rétablissement du culte des images.
Le Psautier Chludov, conservé au musée historique de Moscou, daterait de 843. Comme son nom l'indique, il s'agit d'un psautier, un recueil de tous les psaumes, chacun étant illustré par une image. L'une notamment met en relation la crucifixion et l'iconoclasme, puisque la première est représentée au-dessus d'iconoclastes recouvrant une icône de chaux : l'iconoclasme est donc clairement désigné comme une "seconde crucifixion". Du point de vue du style, la touche est vive et rapide, le canon trapu, et le volume est rendu par des touches de couleurs juxtaposées.